# Prima Visione (mormonismo)

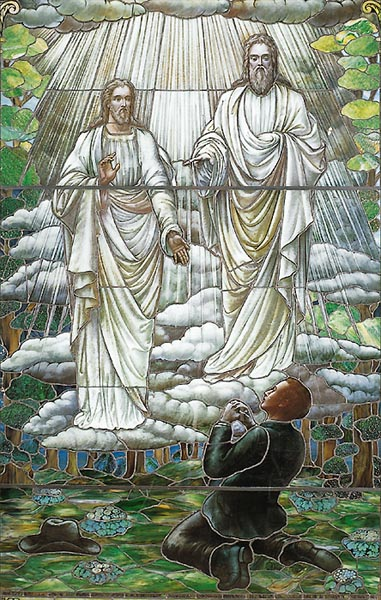
Vetrata in cui è rappresentata la Prima Visione di Joseph Smith, Jr., 1913, artista sconosciuto

La Prima Visione si riferisce ad una visione che Joseph Smith, Jr. disse di aver ricevuto mentre era giovane in un'area boscosa di Manchester (New York), che i suoi credenti chiamano Boschetto Sacro. Smith la descrive coma una personale teofania nella quale egli ricevette perdono dei peccati. I membri della chiesa di Smith credono che la visione rinforzi la sua autorità come fondatore e profeta della Chiesa di Gesù Cristo dei santi degli ultimi giorni. Secondo il racconto che fece Smith nel decennio 1840, egli andò nel bosco per ricevere un segno su quale fede abbracciare ma cadde in una trappola maligna che quasi lo sopraffece. All'ultimo momento, fu tratto in salvo da due "figure lucenti" (presumibilmente Gesù Cristo e Dio Padre) che erano sospesi sopra di lui. Uno degli esseri disse a Smith di non unirsi a nessuna chiesa, perché tutte le chiese esistenti insegnavano dottrine errate.
Smith scrisse molti racconti sull'accaduto dall'inizio del 1832, ma nessuno dei racconti fu pubblicato fino al decennio 1840. Anche se Smith descrisse altre visioni, la Prima Visione fu essenzialmente sconosciuta ai primi mormoni; l'esperienza di Smith non divenne importante per la Chiesa di Gesù Cristo dei santi degli ultimi giorni fino al XX secolo, quando divenne l'emblema della restaurazione. La visione sostituì anche la poligamia come uno degli elementi che definiscono il mormonismo e corroborò le distintive dottrine mormoni come la natura corporea di Dio Padre e l'unicità del mormonismo come l'unica vera strada verso la salvezza.
I critici hanno diverse opinioni circa la vera natura della Prima Visione, credendo che fosse un sogno, un'allucinazione, un auto-inganno, una costruzione intenzionale, o una combinazione di questi.

## Storia della visione
Joseph Smith scrisse o dettò diverse versioni della sua storia, e la raccontò ad altri che in seguito pubblicarono quello che ricordavano di aver sentito. Presi insieme, questi racconti portano a quanto segue:

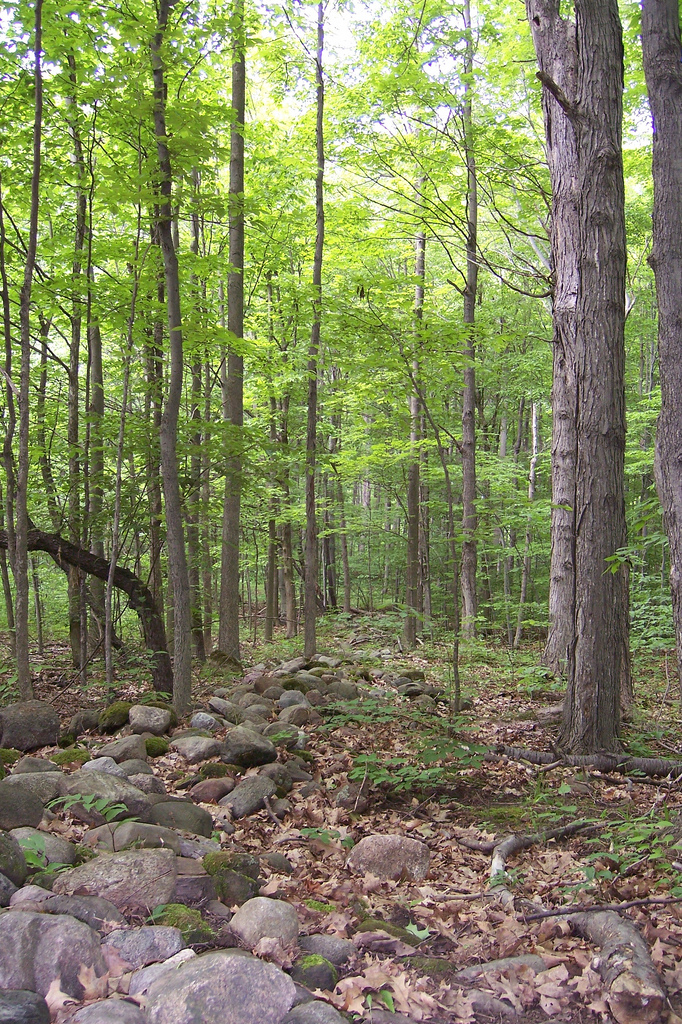
Joseph Smith disse che la prima visione avvenne nel boschetto vicino a casa sua.

Smith disse che quando aveva circa dodici anni (c. 1817-18), era molto interessato alla religione e angosciato per i suoi peccati. Aveva studiato la Bibbia e aveva frequentato la Chiesa, i racconti differiscono sul fatto se decise da solo che non vi era nessuna religione esistente costruita sui veri insegnamenti di Gesù Cristo o se l'idea che tutte le chiese erano false non era "entrato nel suo cuore" fino a quando ha vissuto la visione. Durante questo periodo di preoccupazione religiosa, decise di rivolgersi a Dio nella preghiera. Uno dei primi racconti, dice lo scopo di questa preghiera fu di chiedere a Dio il perdono per i suoi peccati mentre nei racconti successivi si enfatizza il desiderio di conoscere quale fosse il credo a cui avvicinarsi. Perciò, come sua madre aveva fatto anni prima, quando si preoccupava per un'importante domanda religiosa, Smith disse una mattina di primavera che sarebbe andato in un bosco appartato nei pressi della sua casa per pregare. Disse che si diresse verso un ceppo in una radura dove aveva lasciato la sua ascia il giorno prima e cominciò a pregare.
Raccontò che la sua preghiera fu interrotta da un "essere del mondo invisibile" più potente di qualsiasi altro avesse mai incontrato. Smith disse che lo spirito costrinse la sua lingua a rimanere nella bocca in modo che non potesse parlare,. Uno dei racconti riporta che egli sentì un rumore dietro di lui come qualcuno che cammina, quindi quando provò a pregare, il rumore si fece più forte, facendolo saltare in piedi e guardarsi intorno, senza vedere nessuno. In alcuni dei racconti, viene riportato che fu coperto con una fitta oscurità e pensò di stare per morire. Durante questa oscurità si inginocchiò una terza volta per pregare e, mentre pregava profondamente, si sentì pronto a cadre nell'oblìo.. In quel momento, la sua lingua si bloccò ed ebbe una visione.
Smith disse di aver visto una colonna di luce più intensa del sole di mezzogiorno che scese lentamente su di lui, di crescente luminosità durante la discesa e illuminò l'intera area per una certa distanza. Quando la luce raggiunse la cima degli alberi, Smith ebbe paura che questi prendessero fuoco. Ma quando raggiunse il suolo e lo avvolse, provocò una "particolare sensazione." "la sua mente fu catturata e portata via degli oggetti naturali di cui egli era circondato; e fu rapito in una visione paradisiaca."
Mentre aveva questa visione, disse di vedere uno o più "personaggi", descritti in modo diverso nei vari racconti di Smith. In uno Smith disse che "vide il Signore." In altri racconti si riporta che fu "visitato dagli angeli" o che ebbe una "visione angelica" che include "un personaggio" e quindi un "altro personaggio" che testimoniò che "Gesù Cristo è il Figlio di Dio" come anche "molti angeli". In altri racconti, Smith disse sempre di aver visto due personaggi che apparivano uno dopo l'altro. Questi personaggi "si assomigliavano a vicenda nei lineamenti ed espressioni." Il primo personaggio aveva "carnagione chiara, occhi blu, un pezzo di stoffa bianca disegnata sulle spalle, il braccio destro nudo." In successivi racconti, uno dei due personaggi chiamò Smith per nome "e disse, (segnando l'altro), 'Questo è il mio amato figlio, ascoltalo'". Anche se Smith non disse mai l'identità dei due personaggi, molti mormoni dedussero che questi erano Dio Padre e Gesù Cristo.
In due versioni, Smith disse che il Signore gli disse che i suoi peccati erano perdonati, che doveva obbedire ai comandamenti e il mondo era corrotto, e che si stava avvicinando la Seconda venuta. IN altri racconti si dice che Smith chiese alle figure "O Signore, a che chiesa devo avvicinarmi?" o "Devo entrare a far parte della Chiesa Metodista?" In risposta gli fu detto che "tutte le denominazioni religione credono in dottrine false, e che nessuna di loro era riconosciuta da Dio come la sua chiesa e il suo regno." Tutte le chiese e le professioni erano "corrotte", e "tutti i loro credi erano un abominio davanti a lui." A Smith fu detto di non unirsi a nessuna delle chiese, ma che gli sarebbe stata rivelata la "pienezza del Vangelo" in un secondo momento. Dopo che la visione si ritirò, Smith disse che egli "è venuto a me" e si è trovato disteso sulla schiena.

## Contesto e sviluppo della visione

### Background
Joseph Smith, Jr. nacque il 23 dicembre 1805 nel Vermont, e tra il 1816 e il 1817, la sua famiglia si trasferì in una fattoria appena fuori Palmyra (New York). Come molti altri americani che vivevano sulla frontiera all'inizio del diciannovesimo secolo, Joseph Smith, Jr. e la sua famiglia credevano nelle visioni, nei sogni e in altri modi mistici di comunicazione con Dio. Per esempio nel 1811 il nonno materno di Joseph Smith, Solomon Mack, descrisse una serie di visioni e voci da Dio che gli dissero di convertirsi al cristianesimo all'età di settantasei anni.

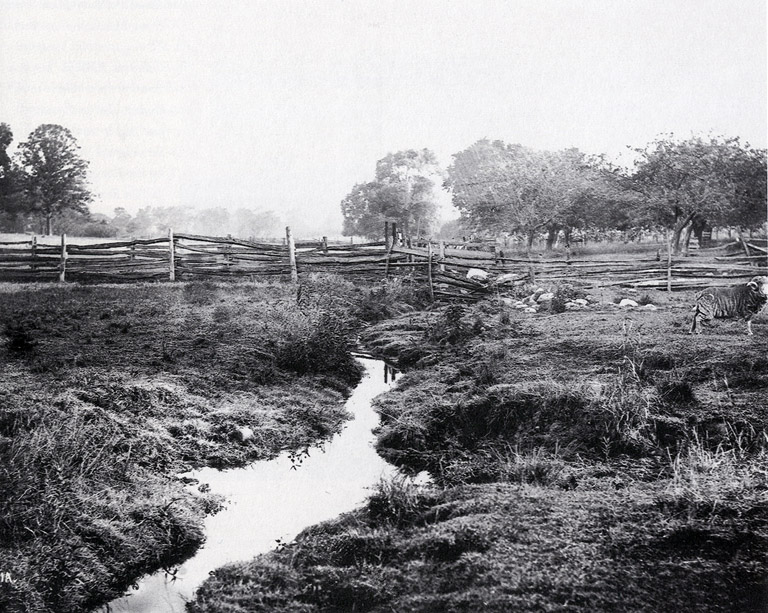
Foto di George Edward Anderson della fattoria di famiglia di Joseph Smith a Manchester (New York), circa 1907. (LDS Archives)

Prima della nascita di Joseph Smith, Jr. la madre, Lucy Mack Smith andò in un boschetto vicino alla loro casa in Vermont e pregò perché il marito, Joseph Smith, Sr., ripudiasse la religione evangelica. Quella notte disse che fece un sogno profetico in cui Joseph, Sr., avrebbe accettato successivamente il "Vangelo puro e senza macchia del Figlio di Dio." Lucy testimoniò che anche il marito ebbe dei sogni premonitori tra il 1811 e il 1819, la prima visione avvenne quando era "molto entusiasti sull'argomento della religione." La prima visione di Joseph Sr. gli confermò la correttezza del suo rifiuto di partecipare a qualsiasi gruppo religioso organizzato.
La famiglia Smith era esposta anche all'intenso revivalismo dell'area. Durante il Secondo Grande Risveglio, numerosi rivali arrivarono in molte comunità del nord-est degli Stati Uniti ed erano spesso nominati nel Palmyra Register, un giornale locale letto dalla famiglia Smith. La stessa area di Palmyra, l'unico grande risveglio multi-confessionale si è verificato nel 1816-17 e nel 1824-25. In questi anni, c'erano rivali metodisti, a meno di venti miglia da Palmyra; e meno di sessant'anni dopo un editore di Lyons (New York), ricordò il periodo "come il risveglio di diverse religioni nei dintorni."
La famiglia praticava anche una sorta di folklore magico, che, anche se non comune in questo periodo storico e in questi luoghi, fu criticata dai moderni protestanti "come illusione fraudolenta o la manovra del diavolo." Sia Joseph Smith, Sr. e almeno due dei suoi figli lavoravano come "cercatori di denaro", usando pietre veggenti nel tentativo (la maggior parte delle volte inconcludente) di localizzare oggetti smarriti e tesori sepolti.

In un racconto delle sue memorie, Lucy Mack Smith raccontò della magia:
Cambio il mio argomento per il presente, ma non lascio che il mio lettore supponga che, poiché perseguo un altro argomento per una capitolo, noi fermammo il nostro lavoro e andammo a cercare di vincere la facoltà di Abrac, disegnare cerchi magici o divinazione, a scapito di tutti i tipi di attività. Non abbiamo trovato nella nostra vita un interesse così importante da inghiottire qualsiasi altro obbligo. Ma, mentre lavoravamo con le nostre mani, cercavamo di ricordare il servizio e il benessere delle nostre anime.
D. Michael Quinn scrisse che Lucy MAck Smith vedeva queste pratiche magiche "come parte della battaglia religiosa della sua famiglia" negando che impediva "ai membri della famiglia di compiere altri lavori altrettanto importanti." Quinn scrisse anche che la famiglia Smith "partecipò in un'ampia serie di pratiche magiche, e che la prima visione di Smith avvenne nel contesto della ricerca del tesoro della sua famiglia." Jan Shipps scrisse che mentre "le affermazioni religiose [di Joseph Smith] furono respinte da molte delle persone che aveva conosciuto nel decennio 1820, perché lo identificavano in un professionista delle arti magiche," altri dei suoi primi seguaci cominciarono a crederci "per le stesse ragioni."
Richard Bushman definì le tradizioni spirituali della famiglia Smith "una mischia religiosa". Joseph Smith, Sr., ha insistito sulla preghiera del mattino e della sera, ma era spiritualmente alla deriva. "Se ci fosse un motivo personale per le rivelazioni di Joseph Smith Jr., fu per soddisfare i desideri religiosi della sua famiglia e, soprattutto, per soddisfare le necessità del suo spesso sconfitto, disacorato padre." Nessun membro della famiglia di Smith fu membro della chiesa prima del 1820, la data riportata nell Prima Visione.

### Datazione della Prima Visione

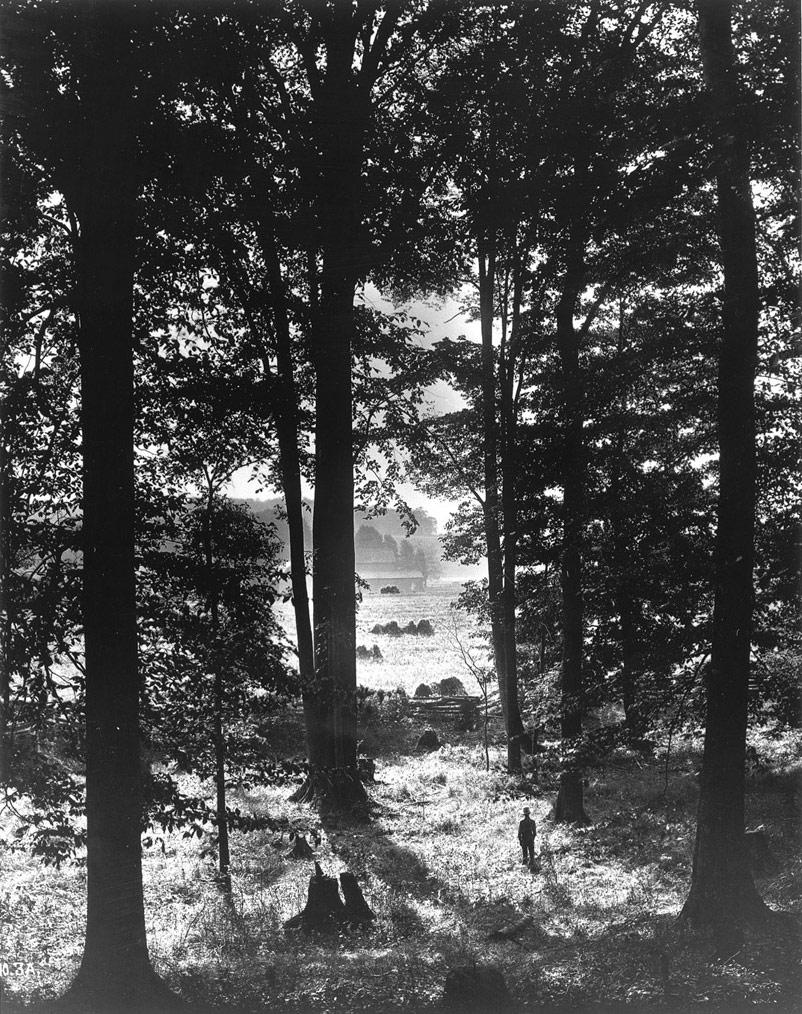
Fotografia del bosco sacro di George Edward Anderson, circa 1907

Smith disse che la sua Prima Visione avvenne all'inizio del 1820, quando era ancora ragazzo ma i racconti menzionano diverse date all'interno di quel periodo. Nel 1832, Smith scrisse che la visione avvenne "nel suo sedicesimo anno di vita" (circa 1821), dopo divenne cosciente dei problemi religioni quando aveva "dodici anni" (circa 1817). In un racconto successivo Smith disse che la visione avvenne "all'inizio della primavera del 1820" dopo "un inusuale eccitamento sui problemi religiosi" finito durante il quindicesimo anno di età (1820).
Richard Bushman, mormone e professore nella Columbia University, scrisse che Smith "cominciò ad avvicinarsi alla religione all fine del 1817 o all'inizio del 1818, quando i postumi della rinascita del 1816 e 1817 stavano finendo" Milton Backman scrisse che si verificarono episemie religiose tra il 1819 e il 1820 all'interno di un raggio di cinque miglia dalla csa di Smith. "Documenti, giornali, giornali religiosi e altre risorse contemporanee rivelano chiaramente i grandi risvegli avvenuti in più di cinquanta città o villaggi a ovest di New York durante il biennio 1819-20… Fonti primarie specificano che una gran folla si unì ai Metodisti, ai Presboteriani e ai Battisti nelle zone in cui viveva Smith."
Secondo le critiche dei non-mormoni, H. Michael Marquardt e Wesley P. Walters, non ci sono prove che ci furono ampi multi-risvegli a Plamyra e dintorni tra il 1819 e il 1820, il periodo specificato da Smith nei racconti canonizzati della Prima Visione. Le dichiarazioni di Smith che "una grande moltitudine" si unì alle varie religioni "nei dintorni della casa in cui abitavo", non è documentata. Nemmeno le chiese presbiteriane, battiste o metodiste a PAlmyra confermano questi racconti. Il circuito metodista nell'area, invece, testimonia delle perdite tra il 1819 al 1821. "Le riviste confessionali di quei giorni erano pieni di notizie di risvegli, alcune devoti dedicavano sezioni separate". Mentre queste riviste testimoniano i risvegli del 1816-17 e del 1824-25 nell'area di Palmyra, ma "non c'è una sola menzione riguardo al risveglio nell'area di Palmyra" del 1819-20.
Nell'opinione dell'autore non-mormone Wesley Walters, apologeti per la posizione mormone trattano il riferimento di Smith all'intero distretto del paese", come se si riferissero a "una sorta di rinascita in tutto lo stato, senza preavviso del fatto che egli stava parlando di una rinascita iniziata con i metodisti 'nel luogo in cui abbiamo vissuto' e poi diventa generale per tutte le sette in quella regione del paese.'" D. Michael Quinn riporta un incontro di metodisti a Palmyra nel 1818. Nel 1819, una grande conferenza di Metodisti si tenne a Vienna (ora Phelps), a una quindicina di miglia da Palmyra, ma non ci sono documenti esistenti di un qualche risveglio che si tenne in concomitanza dell'evento.
In un'aversione canonizzata della Prima Visione (pubblicata per la prima volta nel 1842), la decisione della famiglia di entrare nella chiesa presbiteriana fu presa prima della Prima Visione. Ma Lucy Mack Smith disse che lei e alcuni dei suoi figli trovarono conforto nella chiesa dopo la morte del figlio più vecchio, Alvin, nel novembre 1923, se la sua memoria era corretta, quindi la prima visione non può essere avvenuta prima del 1824. Nel 1845 Lucy richiamò il fatto che tentò di persuadere "il marito ad unirsi a lei nella chiesa come avevo fatto io stessa."
I tre figli più vecchi Hyrum, Samuel, e Sophronia entrarono nella chiesa presbiteriana, ma "i due Joseph resistettero a quell'entusiasmo." Wesley Walters dice che "la famiglia Smith non poteva essere entrata nella chiesa presbiteriana nel 1820 come risultato del risveglio religioso dell'area, per poi entrarci nuovamente nel 1823 come risultato di un altro risveglio." D. Michael Quinn dice che il racconto di Smith è una fusione di eventi accaduti in diversi anni, un tipico dispositivo biografico per snellire la narrazione.
Nel tentativo di datare precisamente la Prima Visione furono utilizzati anche i movimenti locali della famiglia Smith. Nella versione canonizzata, Joseph Smith scrisse che la Prima Visione avvenne nel "secondo anno dopo il nostro trasferimento da Manchester."
Le prove per la data di questo trasferimento fu interpretata dai credenti a supporto del 1820 e dai non credenti come supporto del 1824.
La Chiesa mormone canonizzò il racconto del 1842 in cui Joseph Smith disse che questa visione si verificò "all'inizio della primavera del 1820." Due studiosi mormoni, ricercando attraverso il clima e i documenti sulla produzione di zucchero d'acero, sostengono che la data più probabile per la Prima Visione era Domenica, 26 marzo 1820.

### Racconti registrati della visione
L'importanza della Prima Visione all'interno del movimento dei Santi degli Ultimi Giorni si è evoluto nel tempo. Ci sono poche prove che Smith parlò della Prima Visione pubblicamente prima del 1830. Lo storico mormone James B. Allen osserva che:
 Il fatto che nessuno degli scritti disponibili contemporanei a Joseph Smith nel 1830, che nessuna delle pubblicazioni della Chiesa in quel decennio, e che nessun giornale contemporaneo o corrispondenza ancora scoperto cita la storia della prima visione sono prove convincenti che al massimo il fatto ricevette solo una circolazione limitata in quei primi giorni

#### Discussioni degli anni 1820
Smith disse di aver riferimento indirettamente alla madre riguardo alla visione del 1820, dicendole che, il giorno in cui successe, egli aveva "imparato per da solo che il Presbiterianesimo non era vero." Lucy non menzionò questa conversazione nelle sue memorie.
Nella versione completa più vecchia della Prima Visione, Joseph Smith, Jr., disse che "non avrebbe trovato nessuno che avrebbe creduto" alla sua esperienza. Disse che, poco dopo l'esperienza, raccontò la storia della sua rivelazione ad un ministro metodista che gli rispose "con grande disprezzo, dicendo che era stato il diavolo, che non esistevano cose come visioni o rivelazioni, che tutto ciò era cessato con gli apostoli, e che non ci sarebbero più state senza di loro." Disse anche che il racconto della sua visione aveva "scatenato una grande quantità di pregiudizi contro di me tra i professori di religione, e fu causa di grande persecuzione, che ha continuato ad aumentare." Non ci sono prove esistenti dal 1830 riguardo a queste persecuzioni oltre la testimonianza di Smith. Nella letteratura anti-mormone dei primi periodi non si fa menzione della Prima Visione. Smith disse anche ad altri riguardo alla visione durante il 1820, e alcuni membri della famiglia ne parlarono, ma nessuno prima del 1823, quando Smith disse che ebbe la sua seconda visione.
I ricordi della famiglia Smith e dei vicini di casa a Palmyra offrono un'altra prospettiva. Nel 1820, Smith fu iscritto in una classe di prova metodista. Una collega lo definì un "esortatore molto passabile," anche se alcune persone consideravano la sua interpretazione delle scritture "una persistente blasfemia." Smith riferì il ritiro dalla classe di prova, annunciando la convinzione che "ogni settarismo è stata fallace, e le chiese si fondano su falsità." Secondo una ricostruzione, Smith "si alzò e annunciò che la sua missione era quella di ripristinare il vero sacerdozio. Fissò una serie di incontri, ma nessuno sembrava disposto a seguirlo come leader di una nuova religione." Alla fine, si rifiutò di partecipare a qualsiasi servizio religioso, raccontando a sua Madre, "posso prendere la mia Bibbia, e andare nei boschi, e imparare più in due ore di quante tu possa impararne alle riunioni in due anni, se ci potessi andare per tutto il giorno." Durante questo periodo, Smith fu assunto per usare le pietre veggenti, nel tentativo divino di trovare un tesoro nascosto. Anche se Smith incontrò l'opposizione locale che lo portò ad essere processato nel 1826, nessun altro a parte lui stesso registrò l'opposizione al suo annuncio putativo della Prima Visione.

#### Testomonianza degli anni 1830 sull'inizio della rinascita cristiana
Nel giugno 1830, Smith fornì il primo documento di una chiara significativa esperienza religiosa personale prima della visita dell'angelo Moroni. All'epoca Smith e il suo socio Oliver Cowdery (1806–1850) stavano fondando la Chiesa di Cristo, il primo movimento mormone. In Articles and Covenants of the Church of Christ, Smith ricorda le sue esperienza, notando:
 Infatti, dopo che si manifestò veramente a [Smith] che aveva ricevuto la remissione dei suoi peccati, egli era ancora impigliato nella vanità del mondo, ma dopo un vero pentimento, Dio lo ha visitato tramite un angelo santo … e diede a lui il potere, con i mezzi che con cui era stato preparato prima di tradurre un libro."
NOn viene fornita nessuna ulteriore spiegazione di questa "manifestazione". Anche se il riferimento fu poi legato alla Prima Visione, suoi ascoltatori originali potrebbero avere compreso che la manifestazione era semplicemente come un'altra esperienze rinascita come molte, in cui il soggetto ha testimoniato che i suoi peccati erano stati perdonati. Tuttavia, quando nel mese di ottobre 1830 l'autore Peter Bauder intervistò Smith per un libro religioso che stava scrivendo, disse che Smith non era in grado di raccontare una "esperienza cristiana."

#### Il racconto di Joseph Smith nel 1832
Le prime testimonianze della Prima Visione sono scritte a mano dallo stesso Joseph Smith nel 1832, ma non furono pubblicati fino al 1965.
(Joseph Smith.")
A differenza dei racconti successivi di Smith della visione, il racconto del 1832 sottolinea il perdono personale e non menziona né l'apparizione di Dio Padre, né la frase "Questo è il Figlio mio prediletto, lo sento." Nel racconto del 1832, Smith ha anche dichiarato che prima di aver vissuto la Prima Visione, la sua ricerca personale delle Scritture lo aveva portato alla conclusione che l'umanità aveva "apostasia dalla vera fede e della vita e non c'era nessuna società o denominazione che fosse costruita sul Vangelo di Gesù Cristo come registrato nel Nuovo Testamento.

#### Il raccondo del 1834 di Oliver Cowdery
In diversi numeri del periodico religioso Messenger and Advocate (1834–35), Oliver Cowdery scrisse la prima biografia di Joseph Smith, Jr. In un'uscita, Cowdery spiega che Smith era confuso dalle diverse religioni e dai risvegli locali quando aveva "15 anni" (1820), facendo nascere in lui il desiderio di conoscere quale chiesa fosse vera. In un numero successivo della biografia, Cowdery spiegò che il riferimento di Smith ai suoi "15 anni" è stato un errore tipografico, e che in realtà le riprese e la confusione religiosa si è svolta quando Smith aveva "17 anni".
Pertanto, secondo Cowdery, la confusione religiosa portò Smith a pregare nella sua camera da letto, nella tarda notte del 23 settembre 1823, dopo che gli altri erano andati a dormire, per sapere quale delle chiese concorrenti fosse corretta e se "un essere supremo esisteva." In risposta, un angelo gli apparve e gli perdonò i peccati. Il resto della storia è parallela alla descrizione di Smith di una visita di un angelo nel 1823, che gli parlò dei Piatti d'Oro. Così, il racconto di Cowdery, contenente una visione unica, è diversa dal racconto di Smith del 1832, che contiene due visioni distinte, una nel 1821 spinto dalla confusione religiosa (Prima Visione) e uno separato per quanto riguarda i piatti il 22 settembre 1822. Il racconto di Cowdery differisce anche da quello di Smith del 1842, che include la prima visione nel 1820 e la seconda visione il 22 settembre 1823.

#### Il racconto del 1835 di Joseph Smith
Il 9 novembre 1835, Smith dettò un resoconto della Prima Visione nel suo diario dopo aver detto a uno sconosciuto che aveva visitato la sua casa in mattinata. Smith disse che quando era perplesso su questioni religiose, andava in un bosco per pregare ma che la sua lingua sembrava gonfia in bocca e che fu interrotto due volte dal rumore di qualcuno che camminava dietro di lui. Infine, mentre pregava, la sua lingua si sciolse, ed egli vide una colonna di fuoco in cui apparve un non identificato "personaggio". Poi un altro personaggio non identificato raccontò Smith, perdonò i suoi peccati e "testimoniò a [Smith] che Gesù Cristo è il Figlio di Dio." Una nota del testo dice, "e ho visto molti angeli in questa visione." Smith disse che questa visione si è verificò quando aveva 14 anni e che quando aveva 17 anni, "ebbe un'altra visione di angeli, nella sera dopo essersi coricato" (riferendosi alla visita dell'Angelo Moroni che gli mostrò il luogo in cui erano custoditi i Piatti d'Oro). Smith non disse che uno di questi personaggi era "Dio" se non nel 1832.
Pochi giorni dopo, il 14 novembre 1835, Smith raccontò la storia ad un altro visitatore, Erastus Holmes. Nel suo giornale, SMith disse che aveva recitato la sua vita "fino al momento in cui ho ricevuto la prima visita di angeli, che è stata quando avevo quattordici anni."

#### 1838 Storia di Joseph Smith
Nel 1838, Joseph Smith cominciò a scrivere i primi anni di storia di quello che sarebbe diventato noto come Movimento dei santi degli ultimi giorni. Questa storia include un nuovo racconto della Prima Visione, poi pubblicato in tre numeri della rivista Times and Seasons. La versione fu successivamente incorporata nella perla di gran prezzo, che fu canonizzata della dottrina della Chiesa di Gesù Cristo dei santi degli ultimi giorni nel 1880. Infatti ci si riferisce a questa versione come la  "versione canonizzata"..
Questa versione canonizzatA si differenzia dalla versione del 1840 perché la versione canonizzata comprende la frase "Questo è il mio amato figlio, ascoltalo" detta da uno dei personaggi, mentre nella versione del 1840 non viene riportata. La versione canonizzata dice che nella primavera del 1820, durante un periodo di "confusione e conflitti tra le diverse confessioni" a seguito di un'"insolita eccitazione in materia di religione", aveva dibattuto riguardo a quale, dei vari gruppi cristiani, doveva unirsi. Mentre era in tumulto, lesse la Bibbia: "Se qualcuno di voi manca di sapienza, la chieda a Dio, che dona a tutti generosamente e senza rinfacciare, e gli sarà dato."
Una mattina, profondamente colpito da questa scrittura, il quattordicenne Smith andò in un boschetto di alberi dietro la fattoria di famiglia, si inginocchiò e iniziò la sua prima preghiera vocale. Quasi subito fu bloccato da un potere malvagio che gli impediva il discorso. Si fece buio attorno a lui e Smith credette di morire. Continuò la preghiera in silenzio, chiedendo l'aiuto di Dio anche se ancora rassegnato alla distruzione. In quel momento una brillante luce scendeva verso di lui, e lui fu lasciato dal potere maligno.
Nella luce, Smith "vide due personaggi in piedi in aria", identificati come Dio Padre e Gesù Cristo. Uno puntò il dito verso l'altro e disse: "Questo è il mio Figlio diletto, ascoltalo." Smith chiese a che setta religiosa doveva unirsi e gli fu detto di non unirsi a nessuna di esse perché tutte le religioni esistenti aveva corrotto gli insegnamenti di Gesù Cristo.

#### La versione di Orson Pratt del 1840
Nel settembre del 1840, Orson Pratt pubblicò una versione della Prima Visione in Inghilterra. Questa versione prevede che, dopo che Smith vide la luce, "la sua mente fu rapita, dagli oggetti naturali dei quali era circondato, e fu avvolto in una visione celeste". Il racconto di Pratt riporta "due personaggi gloriosi che si assomigliavano esattamente a vicenda nelle loro caratteristiche e somiglianza",, ma questo racconto non include la frase di uno dei personaggi "questo è il mio amato figlio, ascoltalo", che si trova nella versione canonizzata.

#### 1842 Lettera a Wentworth
Nel 1842, due anni prima del suo omicidio, Joseph Smith, Jr. scrisse al maggiore John Wentworth, editore del Chicago Democrat, sottolineando i principi base del mormonismo e includendo un racconto della prima visione. Smith disse che era successo a "circa quattordici anni di età", quando aveva ricevuto la Prima Visione Come nel racconto di Orson Pratt, nella Lettera a Wentworth, Smith disse che la sua "mente trasportata al di fuori degli oggetti circostanti e fu rapita in una visione." e vide «due personaggi gloriosi che si assomigliavano esattamente a vicenda nelle caratteristiche, e somiglianza, circondati da una luce brillante che eclissava il sole a mezzogiorno." Smith disse che gli fu detto che nessuna confessione religiosa "è riconosciuta da Dio come la sua chiesa e regno", e che gli fu "espressamente comandato di 'non andare seguirli'".

#### I racconti di Smith trovati in successive reminiscenze
Tardi nella sua vita, il fratello di Smith, William, dà due versioni della Prima Visione, datandola 1823, quando William aveva 10 anni. William disse che l'eccitamento religioso a Palmyra fu tra il 1822 e il 1823 (piuttosto che tra il 1824-25), che fu stimolato dalla predica di un metodista, il reverendo George Lane, un "predicatore coinvolgente", e che sua madre e alcuni dei suoi fratelli avevano poi aderito alla chiesa presbiteriana.
William Smith dichiarò di basare il suo racconto su ciò che Joseph aveva detto a William e al resto della sua famiglia il giorno dopo la Prima Visione:
(William Smith)
In un racconto del 1884, William dichiarò anche che quando Joseph vide la luce sopra gli alberi del boschetto, cadde svenuto per un tempo indeterminato, dopo il quale si svegliò e ascoltò "il personaggio che egli vide" parlare con lui.

## Interpretazioni e risposte alla visione
Tra i mormoni contemporanei, la prima visione è in genere considerata come un significativo (spesso il 'più' significativo) evento della restaurazione della chiesa. Tuttavia, le fedi differiscono nei loro insegnamenti circa il significato della visione. Studiosi secolari e non-mormoni vedono la visione come una bugia, una falsa memoria, un delirio, o un'allucinazione o una combinazione di queste.

### Consapevolezza dei mormoni
L'importanza della Prima Visione all'interno del movimento mormone si è evoluto nel tempo. I primi seguaci non erano a conoscenza dei dettagli della visione fino al 1840, quando furono pubblicati i primi racconti Gran Bretagna. Un resoconto della Prima Visione fu pubblicato negli Stati Uniti solo nel 1842, poco prima della morte di Joseph Smith. Jan Shipps scrisse che la visione era "praticamente sconosciuta" fino a che non fu pubblicata nel 1842

### Interpretazione e usi all'interno della chiesa mormone
La storia canonica della Prima Visione non fu sottolineata nelle prediche dagli immediati successori di Smith Brigham Young e John Taylor. Hugh Nibley (1910–2005) osservò che, anche se il "tema preferito di Brigham Young era il tangibile, e la natura personale di Dio", non ha "mai illustrato [il tema] con qualsiasi menzione della prima visione." John Taylor ebbe un quadro completo della storia della Prima Visione nel 1850 in una lettera scritta quando iniziò il lavoro missionario in Francia, e forse ne accennò in un discorso del 1859. Tuttavia, quando Taylor discusse le origini del mormonismo nel 1863, lo faceva senza alludere alla storia canonica della Prima Visione, e nel 1879, riferì che Joseph Smith aveva chiesto all'"angelo" quale chiesa fosse corretta.
I tre studenti di mormonismo, non mormoni Douglas Davies, Kurt Widmer, e Jan Shipps concordano che l'enfasi data alla Prima Visione fu un "'successivo sviluppo', solo per guadagnare uno stato influente nella LDS auto-riflessione verso la fine del XIX secolo." Lo storico mormone James B. Allen dimostra anche che la Prima Visione "non compare in nessuno sforzo evangelistico della Chiesa fino al decennio 1880." La prima rappresentazione visiva della Prima Visione fu ad opera del danese C. C. A. Christensen (1831–1912) in un periodo tra il 1869 e il 1878, e George Manwaring (1854–1889), ispirò l'artista, scrisse un inno sulla Prima Visione (successivamente intitolato "Oh, quanto amabile è il mattino") pubblicata la prima volta nel 1884.
Kurt Widner afferma che è stato soprattutto attraverso "dopo il sermone del 1883 dell'Apostolo George Q. Cannon (1827–1901) che l'interpretazione moderna e il significato della Prima Visione nel mormonismo ha cominciato a prendere forma." Come scrive il simpatizzante storico, ma non mormone, Jan Shipps: "Quando la prima generazione di leader morì, lasciando la comunità ad essere guidata principalmente da uomini che non aveva conosciuto Joseph, la Prima Visione emerse come un simbolo che avrebbe potuto mantenere il leader mormone assassinato al centro della scena." Il centenario della visione nel 1920 "è stato un grido lontano dalla quasi totale mancanza di riferimento ad essa nei primi 50 anni." Nel 1939, quando George D. Pyper (1860–1943), il sovrintendente della LDS Sunday School e manager del Mormon Tabernacle Choir, trovò "sorprendente che nessuno dei primi scrittori abbia riportato la prima visione."

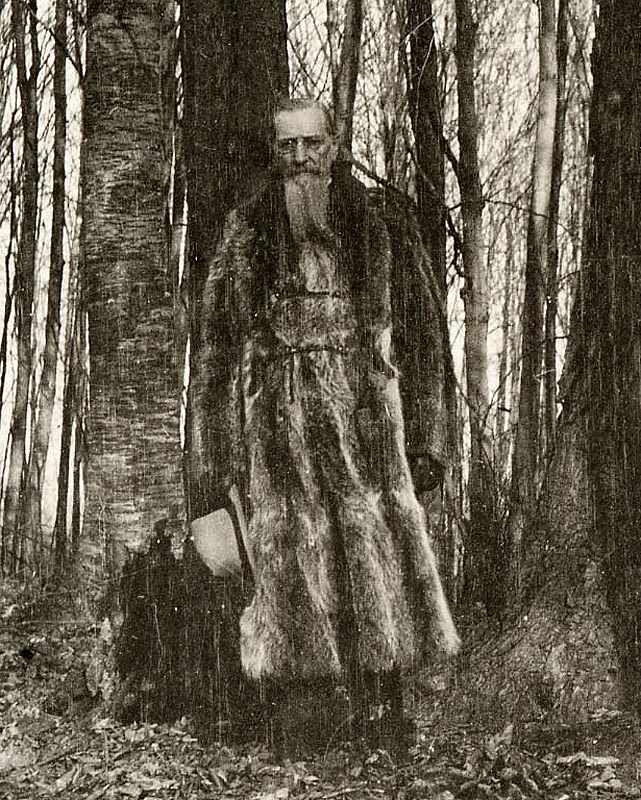
Il presidente mormone Joseph F. Smith nel Boschetto Sacro nel 1905, nel tentativo di stabilire la Prima Visione come elemento definitivo della Teologia Mormone.

Il presidente mormone Joseph F. Smith fu colui che portò la Prima Visione alla sua attuale status di pilastro della teologia mormone. Grazie soprattutto all'influenza di Joseph F. Smith, il racconto di Smith del 1838 della Prima Visione divenne parte dei canoni della Chiesa di Gesù Cristo dei santi degli ultimi giorni nel 1880 quando divenne parte della Perla di gran prezzo. Dopo l'abolizione del matrimonio plurimo all'inizio del XX secolo, la Prima Visione fu pesantemente pubblicizzata da Joseph F. Smith, e presto sostituì la poligamia nelle menti degli aderenti come elemento principale la definizione del mormonismo e la fonte della percezione della fede di persecuzione da parte di estranei. Di conseguenza, credere nella Prima Visione è oggi considerato fondamentale per la fede, seconda per importanza solo alla fede nella divinità di Gesù. Un sito ufficiale della Chiesa definisce la Prima Visione "il più grande avvenimento nella storia del mondo dalla nascita, dagli insegnamenti, e dalla risurrezione di Gesù Cristo."
Nel 1998, Gordon B. Hinckley (1910–2008), allora Presidente della Chiesa e Profeta, dichiarò
(Gordon B. Hinckley)
Nel 1961 Hinckley andò anche oltre, "Forse Joseph Smith parlò con Dio Padre e con Suo Figlio o forse non lo fece. Se non lo fece, stiamo credendo in una blasfemia." Allo stesso modo, nel gennaio 2007, intervistato per un documentario della PBS, Hinckley parlò della Prima Visione, "È sia vera che falsa. Se fosse falsa, saremmo vittime di una grande frode. Se fosse vera, sarebbe la cosa più importante del mondo… Questa è la nostra affermazione. Ecco dove ci troviamo, ed è qui che cadiamo, se cadiamo. Ma non lo facciamo. Dobbiamo solo essere sicuri in questa fede."
Secondo la chiesa mormone la visione insegna che Dio Padre e Gesù Cristo sono esseri separati con corpi glorificati di carne e ossa, che l'umanità è stata letteralmente creata ad immagine di Dio, che Satana è reale, ma infinitamente più grande di Dio, che Dio ascolta e risponde alle preghiere, che nessun'altra chiesa contemporanea aveva la pienezza del vangelo di Cristo, e che la rivelazione non è cessata. Nel XXI secolo, la Visione ha un posto di rilievo nel programma della Chiesa.

### Prospettive all'interno della Comunità di Cristo
William B. Smith (1811–1893), uno dei fratelli minori di Joseph Smith, Jr., e una delle figure chiave della Riorganizzazione della Chiesa diede molte versioni della Prima Visione, anche se nel 1883 disse che una "descrizione più elaborata e accurata della sua visione" fu trovare in Joseph la sua storia
Nella Chiesa mormone non si enfatizzò la Prima Visione durante il XIX secolo. All'inizio del XX secolo, ci fu un rinnovato interesse, e durante la maggior parte di questo secolo, la Prima Visione fu vista come un elemento essenziale della Restaurazione. In molti casi, fu insegnata come il fondamento e anche l'incarnazione della Restaurazione.
Nella seconda metà del ventesimo secolo, gli scrittori all'interno della chiesa enfatizzarono la Prima Visione come simbolo della centralità di Gesù. La chiesa cominciò a prendere una visione più ampia della Visione, e la usò come un esempio di come Dio evolve la chiesa nel tempo attraverso la rivelazione e il restauro. C'è meno enfasi nella Grande Apostasia e il credo crescente che la Prima Visione stessa non fosse identica con le ricostruzioni e le interpretazioni successive di Joseph, che la chiesa chiama "genuine sofisticazioni storiche." Nel 1980, questo Storico Ecclesiastico notò che egli aveva "portato sistematicamente all'attenzione" di centinaia di membri "le differenze sostanziali di una mezza dozzina di racconti della Prima Visione" ed espresse la sua soddisfazione negli scolari della chiesa che "scavarono a fondo e spiegarono che la presenza di tutte le versioni alle volte in conflitto", poteva "iniziare l'eccitante lavoro della scoperta degli inizi della mitologia dei mormoni."
Oggi, la Comunità di Cristo si riferisce alla Prima Visione come un'"esperienza sacra" e ha un punto di vista flessibile circa la sua storicità, enfatizza la presenza caritatevole di Dio e il perdono misericordioso di Gesù Cristo nei contronti di Joseph Smith.

### Punto di vista delle Chiesa di Gesù Cristo (bickertonita)
La Chiesa di Gesù Cristo, una branca derivata da Sidney Rigdon con 15.000 membri situata in Pennsylvania, che ebbe storia diversa dalla branca di Brigham Young nata nel 1844 a causa della crisi di successione (Mormoni). La chiesa si riferisce alla visione obliquamente in un lungo estratto dal racconto di Smith del 1842 incluso nella letteratura ufficiale, in cui la data "1820" e "un personaggio" (non singolare, plurale) sono menzionati in parafrasi.

### Chiesa di Cristo (Temple Lot)
La Chiesa di Cristo, una branca con 5.000 membri che segue le tradizioni di David Whitmer rifiuta molte rivelazioni di Smith fatte dopo il 1832. Nondimeno, la chiesa usa molti elementi del racconto del 1842 della Prima Visione, tra cui il desiderio di Smith di conoscere quale chiesa seguire, la sua lettura di Giacomo 1:5, la sua preghiera nel bosco, l'apparizione di Dio PAdre e del Figlio, Gesù Cristo, la dichiarazione di Gesù che tutte le chiese sono corrotte e la richiesta di non farne parte.

### Critiche scettiche

#### Presunti problemi cronologici
Scrivendo di un'"eccitazione insolita in materia di religione" descritta nella versione della Prima Visione canonizzata dalla Chiesa Mormone, Milton V. Backman, Jr. (1927–2016), professore associato di storia e religione alla Brigham Young University, ha detto che, sebbene "Gli strumenti dello storico" non potevano né verificare né sfidare la Prima Visione ", non ci sono documenti del passato che possano essere esaminati per determinare l'affidabilità della descrizione di Joseph riguardo all'impostazione storica." Grant Palmer (1940–2017) e altri dichiarano che ci sono serie discrepanze tra i vari racconti, come anche anacronismi rivelati dalla mancanza di corroborazione contemporanea.
Per esempio, nel racconto canonizzati, Smith disse che quando condivise la sua visione con un pastore metodista, quest'ultimo trattò il suo "racconto non solo alla leggera, ma con grande disprezzo, dicendo che era frutto del diavolo, che non ci esistevano cose come visioni o rivelazioni in questi giorni." Smith disse che divenne il "soggetto di grande persecuzione, che continuò ad aumentare." Ma secondo un emerito professore di storia della Brigham Young University, James B. Allen, non ci sono prove al di là delle parole di Smith che egli abbia mai raccontato la sua visione ad un ministro - e di fatto, a chiunque altro - per anni dopo l'evento si suppone che questi fatti si siano verificati. Né vi è alcuna prova nota che il giovane Smith sia stato perseguitato per aver raccontato la storia della prima visione durante il decennio 1820.

#### Discrepanze citate dai critici
I critici della Prima Visione citano le versioni multiple come prova che fu un'invenzione di Smith. I critici identificano nello specifico le seguenti discrepanze tra le varie versioni:
- Smith aveva 14 o 15 anni il giorno della visione?
- Accadde in contemporanea ad un risveglio spirituale?
- I personaggi visti da Smith perdonarono o meno i suoi peccati?
- Chi erano questi personaggi?
- La Visione dichiara tutte le chiese corrotte (o solo quella metodista), o Smith pensava a questo già prima della visione?

Racconti di Joseph Smith:
| Versione della Prima Visione | Esseri Soprannaturali                                                                | Messaggi degli Esseri                                              | Note |
| --- | ------------------------------------------------------------------------------------ | ------------------------------------------------------------------ | --- |
| Manoscritto del 1832 di Joseph Smith The Papers of Joseph Smith, v. 1, pp. 5-7, Dean Jessee (ed.), Deseret Book Company 1989. e Early Mormon Documents, v. 1, pp. 27-29, Dan Vogel, Signature Books, 1996.                                                                    | "Dio"                                                                                | "Perdono dei peccati".                                             | Smith decide da solo che le chiese sono corrotte. La Visione avviene quando Smith aveva "15 anni". In tutti gli altri racconti ne ha 14. |
| 1835, Nov. 9 - Diario di Joseph Smith (Ohio Journal, manoscritto, Warren Parrish) The Papers of Joseph Smith, Dean Jessee (a cura di), v. 2, pp. 68-69. Deseret Book Company 1989.                                                                                            | Due personaggi non identificati e "molti angeli"                                     | "Perdono dei peccati" e Gesù è il "figlio di Dio"                  | Nessun messaggio sulla corruzione delle chiese. |
| 1835, Nov. 14 - Diario di Joseph Smith (Ohio Journal, manoscritto, Warren Parrish) The Papers of Joseph Smith, Dean Jessee (a cura di), v. 2, p. 79. Deseret Book Company 1989.                                                                                               | "visita degli angeli"                                                                | Niente.                                                            | Nessuna menzione sul risveglio, o peccati perdonati, o la corruzione delle chiese. |
| 1838/1839 - Storia della Chiesa, Primi Progetti (James Mulholland Scribe) | Apparizione di due personaggi, e uno dice "Questo è il mio amato Figlio, ascoltalo". | I personaggi raccontano a Smith che tutte le chiese sono corrotte. | Nessuna menzione sul "perdono dei peccati". Si menziona un risveglio spirituale. |
| 1842, Marzo - Times and Seasons 1º marzo 1842, v3 no 9, p706-707. | Apparizione di due personaggi, e uno dice "Questo è il mio amato Figlio, ascoltalo". | I personaggi raccontano a Smith che tutte le chiese sono corrotte. | Nessuna menzione sul "perdono dei peccati". Si menziona un risveglio spirituale. |
| 1842, Marzo - Times and Seasons 15 marzo 1842, v3 no 11, p727-728, 1º aprile 1842, v3, no 11, p748-749. Questa versione fu successivamente incorporata nella Storia della Chiesa, e dopo nella Perla di gran prezzo e così è a volte indicata come la versione "canonizzata". | Apparizione di due personaggi, e uno dice "Questo è il mio amato Figlio, ascoltalo". | I personaggi raccontano a Smith che tutte le chiese sono corrotte. | Nessuna menzione sul "perdono dei peccati". Si menziona un risveglio spirituale. Quando questa versione fu incorporata nella Storia della Chiesa, fu messa in un contesto che suggerisce che fu composto nel 1838, ma quella del 1842 è la prima pubblicazione nota di questa versione. |
| 1843, Luglio - Lettera da Joseph Smith a D. Rupp An Original History of the Religious Denominations at Present Existing in the United States, Daniel Rupp, Philadelpha, 1844. p404-410.                                                                                       | Appaiono due personaggi. Nessuna menzione su "questo è mio figlio".                  | I personaggi raccontano a Smith che tutte le chiese sono corrotte. | Nessuna menzione sul "perdono dei peccati". Non si menziona un risveglio spirituale. Disponibile online qui. Si veda anche la lettera di Wentworth. |
| 1843, Ago 29 - Intervista con il giornalista David White Ristampa di Jessee v1 p443-444. | Apparizione di due personaggi. "Questo è il mio amato Figlio, ascoltalo".            | I personaggi raccontano a Smith che tutte le chiese sono corrotte. | Il risveglio è menzionato. Nessun accenno al "perdono dei peccati". |

Racconti di altri:
| Versione della Prima Visione | Esseri soprannaturali                                                                                              | Messaggi dagli esseri                                                                                 | Note                                                                                                   |
| --- | --- | --- | --- |
| 1840, Settembre - Interesting Account of Several Remarkable Visions , Orson Pratt, Ballantyne and Huges publ, 1840 (ristampa di Jessee, v. 1 pp. 149-160). | Due non identificati "personaggi gloriosi, che si assomigliano reciprocamente nelle loro caratteristiche".         | "i suoi peccati furono perdonati". I personaggi raccontano a Smith che tutte le chiese sono corrotte. | Questa è la prima versione pubblicata. Non si accenna ad un risveglio spirituale. Online qui.          |
| 1841, giugno - A Cry from the Wilderness , Orson Hyde, pubblica in Germania, Francoforte, 1842 (ristampa di Jessee, v. 1 pp. 405-409).                     | Due "gloriosi personaggi" non identificati che si "assomigliano nell'aspetto".                                     | Nessun messaggio specifico.                                                                           | Nessun accenno al "perdono dei peccati" o risveglio. Smith pensa da solo che le chiese siano corrotte. |
| 1844, 24 maggio - come raccontato ad Alexander Neibaur Alexander Neibaur Journal, ristampa di Jessee, v. 1, pp. 459-461.                                   | Appaiono due personaggi. Uno ha "carnagione lucente" e "occhi blu". "Questo è il figlio mio prediletto ascoltalo". | Le chiese metodiste sbagliano. Tutte le chiese sono corrotte.                                         | Un risveglio è menzionato. Nessun accenno al "perdono dei peccati".                                    |

#### Risposte apologetiche
I leader della Chiesa di Gesù Cristo dei Santi degli Ultimi Giorni hanno riconosciuto che la Prima Visione, così come il Libro di Mormon e Joseph Smith stesso, costituiscono "pietre d'inciampo per molti". L'Apostolo Neal A. Maxwell ha scritto
(Neal A. Maxwell)
Alcuni credenti vedono le differenze nei racconti come esagerate. Richard L. Anderson, professore di antiche scritture alla Brigham Young University, ha scritto: "Quali sono i principali problemi di interpretazione dei così tanti racconti? Il primo problema è l'interprete. Una persona percepisce l'armonia e le interconnessioni, mentre un altro esagera le differenze."
Altri credenti vedono le differenze nei racconti, come riflesso di aumento della maturità di Smith e la conoscenza acquisita nel tempo. In una recente intervista, Marlin K. Jensen, Autorità Generale e Storico della Chiesa ha detto:
(Marlin K. Jensen)
In un'altra intervista sullo stesso documentario, Richard Mouw, un evangelista, teologo e studente del mormonismo sintetizza i suoi sentimenti sulla Prima Visione in questo modo:
(Richard Mouw)